# USS 테네시 (SSBN-734)
USS 테네시 (SSBN-734)는 미국 해군의 오하이오급 잠수함이다. 오하이오급은 18척이 건조되었으며, 테네시함은 8번함이다.

## 역사
1982년 발주하여 1988년 취역했다.
2018년 2월, 미국 국방부는 도널드 트럼프 대통령의 지시로 핵 태세 검토 보고서(NPR)를 발표하면서, 저위력 핵탄두의 개발을 예고했다. 보고서에서는 5 kt W76-2 핵탄두를 개발할 것이며, 중장기적으로 핵탄두 토마호크 순항미사일을 배치할 것이라고 밝혔다.
2019년 후반에 W76-2 핵탄두를 USS 테네시 (SSBN-734)에 최초로 실전배치했다.

## 대한민국
테네시함이 한국에서 작전하는 잠수함은 아니지만, W76-2 핵탄두 때문에 한국과 관련이 있다.
미국은 냉전의 핵무기 정책을 그대로 유지하다가, 최근에 저위력(low-yield) 핵탄두로 정책을 변경했다. 즉 15 kt 히로시마 핵폭탄 리틀 보이의 1/3 수준인 5 kt B61-12 항공기용 핵폭탄, 트라이던트 II용 5 kt W76-2 핵탄두를 개발해 실전배치한 것이다.
미국의 저위력 핵무기 정책은 다음과 같다.
- 5 kt W76-2 핵탄두, 2019년 테네시함에 첫 실전배치했다. 트라이던트 II SLBM에 장착한다. 트라이던트 II SLBM의 사거리가 12,000 km여서 테네시함이 동해에 오지 않더라도 북한을 공격할 수 있다.
- 5 kt B61-12 핵폭탄, 2020년 개발을 완료해 2024년 실전배치할 계획이다. 일본 요코하마 해군기지의 항공모함에 탑재된 F-35B, F-35C 스텔스 전투기에 2발 장착할 수 있다. 항공모함이 출항하지 않아도 F-35B, F-35C 스텔스 전투기가 북한을 공격할 수 있다.
- 5 kt 핵탄두 토마호크 순항미사일, 미 국방부가 2018년 핵 태세 검토 보고서(NPR)에서 중장기 계획으로 밝혔다. 구형 로스앤젤레스급 잠수함 35척, 신형 버지니아급 잠수함 15척은 12개의 VLS에 토마호크 미사일을 탑재했다. 제7함대 (미국)의 로스앤젤레스급 잠수함이 한반도에 다가와서 북한을 공격할 수 있다. 사거리 2500 km이다.

그런데, 2019년 5월 23일, 피터 판타 미 국방부 핵문제 담당 부차관보는 북핵 대응을 위해 핵무기 탑재가 가능한 해상 순항미사일 투입을 한반도 전술핵 재배치의 대안으로 '강하게 추진하고(pressing hard)' 있다고 밝혔다.
왜 5 kt인가? 5 kt 핵무기는 재래식 전쟁에서 재래식 폭탄처럼 사용할 수 있다.
2004년 NRDC는 "한반도 핵사용 시나리오들"이라는 보고서를 발표했다. 보고서는 북서풍이 부는 10월 17일 정오에 평남 북창공군기지를 5kt 핵폭탄으로 폭격하면 사상자가 6000명 발생할 것으로 예측했다. 즉, 단 한발로 공군기지를 완전히 소멸시킬 수 있는데, 방사능 피해나 민간인 피해는 거의 없다.
기존 냉전의 핵무기 정책은 전략 핵무기로 핵억지력을 유지하는 개념이다. 1메가톤 핵미사일은 한발로 서울시 천만명이 전멸한다. 그러나 이런 전략 핵무기 사용은 상호 핵전면전이 되어서 공멸한다. 그러나 5 kt 핵무기는 재래식 전쟁에서 재래식 폭탄처럼 쓸 수 있다. 방사능이 거의 없어서 아군 지상군이 방호복 없이 작전할 수 있다. 저위력 핵무기와 관련해서 W76-2 참조.